# Henry Monck-Mason Moore
Henry Monck-Mason Moore (ur. 1887, zm. 26 marca 1964) – brytyjski polityk.
Studiował w Jesus College na Uniwersytecie Cambridge.
Służbę w brytyjskiej administracji kolonialnej rozpoczął w roku 1910 na Cejlonie. Pierwszy gubernator generalny Cejlonu od 4 lutego 1948 do 6 lipca 1949. Wcześniej był brytyjskim gubernatorem kolonii: Sierra Leone od 1934 do 1937, Kenii od 1940 do 1944 i Cejlonu od 1944 do 1948. Administrując Kenią zapewnił europejskim osadnikom znaczne korzyści ekonomiczne i polityczne. Próbował też bezskutecznie skłonić brytyjskie władze do zjednoczenia wszystkich ich terytoriów na terenie Afryki Wschodniej pod władzą białych osadników.